# Jules-Gabriel-Jean Nollée de Noduwez
Jules-Gabriel-Jean Nollée de Noduwez (Lovaina, 6 de juliol de 1830 - 10 de juny de 1921) fou un literat i músic belga.
Seguí la carrera diplomàtica, i es dedicà amb èxit a la poesia; també cultivà la novel·la, la literatura política i la música.
Entre les seves obres poètiques cal citar: Champs et rues (1876), Excelsior, col·lecció d'epístoles, sonets, contes, etc.(1883); Contes macabres, i altres, poesies diverses (1884); Chevauchées poètiques sur Pégase (1887); Chevauchées poètiques (1889), etc.
Entre les seves novel·les, figura la titulada Una petite-fille du marquis de la Seiglière (1884), i entre les seves altres produccions, se citen; Causeries sur un volcan (1858), Les libertés polítiques et les catholiques (1864), Eloge d'Octave Pirmez (1883), i molts articles que s'inseriren en diferents revistes de França i Anglaterra.
Com a músic, se li deuen algunes melodies amb paraules i sense elles.